# Madonna delle rose (film)
Madonna delle rose è un film italiano del 1953 diretto da Enzo Di Gianni, tratto dalla canzone omonima di Mario Ruccione e Fiorelli.

## Trama
Renato e Maria Venturi sono una giovane coppia di sposi in difficoltà economiche. Renato, senza lavoro, chiede aiuto allo zio Giovanni che si dimostra ben disposto, nonostante la moglie Filomena si opponga. Maria invece lavora, canta in un locale notturno ma lei vorrebbe abbandonare questa vita per dedicarsi alla figlia Pia, che la coppia ha lasciato in un collegio. Il locale in cui Maria lavora è frequentato da un gruppo di malviventi tra cui spicca un certo Filippo Suarez. Irene, amante di Filippo, tenta di attirare a sé Renato, ma questi, che dapprima cede alle sue lusinghe, ben presto ritorna dalla moglie che nel frattempo è riuscita ad aprire una sartoria.
Nel locale arriva zio Giovanni con una somma che ha raccolto per il nipote, ma Filippo e Irene riescono a sottrargli il denaro con un raggiro. Una sera, mentre Maria è fuori, Irene va a rifugiarsi in casa di Renato: ha rifiutato di partecipare a una losca operazione organizzata da Filippo e vorrebbe farsi aiutare ad abbandonarlo, ma Filippo incarica un sicario che spara ai due uccidendoli. 
Appresa la tragedia, Maria in preda a uno shock perde la memoria e viene ricoverata in una clinica, mentre Pia ritorna in collegio. Lo psichiatra dottor Ferretti ordina il trasferimento di Maria in un'altra clinica in Svizzera ma, per una disattenzione della sua accompagnatrice, la donna si allontana e inizia a vagare da sola in stato catatonico fino ad arrivare nei pressi del santuario della Madonna delle Rose dove si trova anche Pia in gita. Maria cade sotto gli occhi della figlia e sta per precipitare sugli scogli, ma viene trattenuta dagli sterpi e può essere messa in salvo. Riconosciuta dalla figlia, Maria si riprende e può finalmente riunirsi a lei mentre tutti gridano al miracolo.

## Produzione
Prodotta da Enzo Di Gianni, la pellicola, a carattere musicale, rientra nel filone dei melodrammi strappalacrime, allora molto in voga tra il pubblico italiano, in seguito indicato dalla critica con il termine neorealismo d'appendice.
Ambientata a Napoli, le riprese degli interni vennero però realizzate negli studi del Centro sperimentale di cinematografia di Roma.
La protagonista Eva Nova, moglie del regista, è stata una delle cantanti italiane più celebri degli anni quaranta.

## Distribuzione
Il film venne distribuito nel circuito cinematografico italiano il 12 settembre del 1953.